# Фундаментальний перегляд підходів до оцінки ринкових ризиків
Фундаментальний перегляд підходів до оцінки ринкових ризиків (англ. Fundamental Review of the Trading Book, FRTB), який вперше було опубліковану у січні 2016 року і переглянуто у січні 2019 року, — це додаток до консультативного документу Базельського комітету з питань банківського нагляду (Basel Committee on Banking Supervision, BCBS) з розрахунку вимог до капіталу банків, розроблених у рамках Basel IV. Нова реформа, як часто називають Basel IV, дозволить зміцнити фінансову систему, оскільки попередні рекомендації з банківського регулювання (Basel II) не змогли попередити виникнення глобальної фінансової кризи у 2008 році.
| Економіка | Це незавершена стаття з економіки. Ви можете допомогти проєкту, виправивши або дописавши її. |

| Фінанси | Це незавершена стаття з фінансів. Ви можете допомогти проєкту, виправивши або дописавши її. |